# 埃爾伍德公園 (佛羅里達州)
埃爾伍德公園（英語：Elwood Park）是位於美國佛羅里達州馬納提縣的一個非建制地區。該地的面積和人口皆未知。

## 地理
埃爾伍德公園的座標為27°28′09″N 82°30′21″W / 27.46917°N 82.50583°W，而該地的平均海拔高度為4米（即13英尺）。